# USJ有料ショー
USJ有料ショー（ユーエスジェイゆうりょうショー）は、ユニバーサル・スタジオ・ジャパンで2003年秋から行われているスペシャルイベントショーである。2003年から2006年まで上演されたショーをスペシャルショー、2007年から上演されているショーをプレミアショーと呼ぶ。

## 概説
最初のスペシャルショーは、2003年秋に行われた『ウォーターワールド™スペシャルショー』。当時はアトラクション『ウォーターワールド』のセリフなどをそのまま使いまわしていただけであるが、ディーコン（ウォーターワールド）、綾小路麗華（あやのこうじ れいか、ターミネーター 2:3-D）、ビートルジュース™（ユニバーサル・モンスター・ライブ・ロックンロールショー）という、違う版権元、違うアトラクションに出演している3人のキャラクターが共演するショーとして、人気を集めるようになった。その後、スペシャルショー用に新しく当てられたアフレコと、ディーコン、綾小路麗華、ビートルジュース™がショー中に歌い踊る演出も加えられ、さらに人気が出る。
2005年秋には『ユニバーサル・モンスター・ライブ・ロックンロールショー』で『モンスター・ライブ・レビュー・ショー』が開催される。ウォーターワールド™スペシャルショーの抱腹絶倒を目的としたショーと打って変わり、モンスター・ライブ・レビュー・ショーでは、観客を感動させるミュージカル演出も加えられるようになる。
このウォーターワールド™スペシャルショーとモンスター・ライブ・レビュー・ショーはスペシャルショーと呼ばれるようになる。この２つのスペシャルショーは2006年の夏・秋にファイナルを迎え、2007年からは『プレミアショー』へ方向転換される。
スペシャルショーとプレミアショーの違いは、各ショーの内容によるものと考えられる。現時点で、スペシャルショーはディーコン・綾小路麗華・ビートルジュース™の3人の恋に関係した話。プレミアショーは、前述した3人が出演しない話、出演した場合でも恋に関係しない話と分けることが出来る。だが、今後の演出によってはこの通りでない可能性もある。
チケットの入手は難しいものになっている。プラチナパス会員向けに先行予約も行っているため、舞台に近く、座席数が限られているシート、初日と千秋楽当日・前日のチケットは一般発売の直後に売り切れることもある。
ショーごとに異なるが、内容は常連客向けである。特に、前述した3人のキャラクターが出演する場合は今までの有料ショーの内容とつながる事もある。少なくとも、登場キャラクターがいるアトラクションを体感しておかないと、内容を把握できない場合がある。

## ショーに関する注意事項
全ての有料ショー（スペシャルショー・プレミアショー）に共通した注意事項がある。
- 座席購入後、ゲストの都合上の座席・開催日の変更は出来ない。
- 悪天候により有料ショーが中止となった場合はチケット代金のみ払い戻される。このとき、「ショーチケットのみ」と「スタジオパス+ショーチケット」とでは、払い戻し方法が違う。
- ビデオカメラやデジタルカメラ等で撮影は許可されている。ただし、フラッシュ撮影は出来ない。また「モンスター・ライブ・レビュー・ショー リボーン!!」以降、撮影した写真や映像の公開（インターネット上などの）や営利目的の使用は、開催中・開催後関係なく禁止されている。更に「モンスター・ライブ・プレミアショー 〜VAMPIRES−M子の夢−鏡の中の私〜」以降は、望遠レンズ・連写撮影・液晶画面の使用の禁止も追加され、「これらのお願いに対してご協力いただけない場合は、一切の撮影をお断りする場合がございます」と、注意事項を守らないゲストに向けて、これまでにない強い姿勢を打ち出している。

## 各ショーの内容

### ウォーターワールド™スペシャルショー
会場：ウォーターワールド™ 時間帯：夕方 / 1日1回公演
2003年
9月26日から10月10日まで行われた。将来陸地が無くなるということをターミネーターから聞いた綾小路麗華が、T-1000やビートルジュース™などのモンスターとともにウォーターワールド™の水上要塞に襲撃。ヘレンからドライランドの居場所を聞き出そうとするも、マリナーが助けに来て結局聞きだすことが出来なかった。最後はビートルジュース™が尻から火を吹いてダイブをするエンディング。
登場人物
綾小路麗華・ビートルジュース™・ディーコン（冒頭・エンディングのみ）・モンスターズ（ウルフィー・ドラキュラ・フランケンシュタイン）・保安官（エンフォーサー・ニック・ピーター）・マリナー・ヘレン
2004年
9月10日から10月11日まで行われた。綾小路麗華はドライランドを諦めていなかった！再びビートルジュース™とディーコンをつれて、アトールへやってきて、ヘレンからドライランドの居場所を聞き出そうとするがまたも失敗。前回と同じく、ビートルジュース™が尻から火を吹きダイブをするエンディングとなった。
2003年は通常のウォーターワールド™のショーテープを使っていたが、この年からスペシャルショー用の物が新たに製作された。また、綾小路麗華・ビートルジュース™・ディーコンが歌を歌うコーナーが作られた。ショーのMCは吉本興業の芸人が行った。
登場人物
綾小路麗華・ビートルジュース™・ディーコン・マリナー・ヘレン・イムホデップ・マミー・メガ吉川1号/2号/3号/4号
2005年
7月29日から8月29日まで行われた。USJの2005年テーマ「キャラクターワンダーイヤー」の真の主役を巡る熾烈な争いが水面下・ウォーターワールドで行われた。綾小路麗華は2005年まで行われていたハリウッドマジックとT - 1000のダンス。ディーコンはヒロシのモノマネを、ビートルジュース™はマツケンサンバを歌い上げた。最後はビートルジュース™の飛行機が飛んできて、ビートルジュースが年間の主役ということとなった。
本年から、夏に行われるようになった。今年度は綾小路麗華・ビートルジュース™・ディーコンに加え、ウッディー＝ウッドペッカーとウィニー＝ウッドペッカーがやってきて、子供にも楽しめる内容となった。MCは2003年も務めたデビちゃん。
登場人物
綾小路麗華・ビートルジュース™・ディーコン・マリナー・ヘレン・ウッディー＝ウッドペッカー・ウィニー＝ウッドペッカー
2006年 FINAL
7月29日から8月27日まで行われた。ウォーターワールド™には古くから伝わる祭りがあった。『水かけ祭り』である。今回はディーコン・ビートルジュース™・そしてピーターパンのネバーランドのスミーの3人が『福男』を目指して仲間とともに出し物を行った。
福男を観客に決めてもらう『マルチエンディングシステム』を導入。入口で渡されたボールを箱に投票し、重さで福男を決めた。全日程を終えての結果は、ディーコンが16回・ビートルジュース™が8回、スミーが1回と分かれた。
登場人物
綾小路麗華・ビートルジュース™・ディーコン・スミー・ウォーターワールド™キャスト・ユニバーサルモンスターズライブロックンロールショー キャスト・国旗（司会）

### モンスター・ライブ・レビュー・ショー
会場：ユニバーサル・モンスターズ・ライブ・ロックンロール・ショー 時間帯：夕方 / 1日1-2回公演
2005年秋 〜おぉ〜、恋とは何とはかなき物よ〜
9月23日から10月31日に行われた。サイバーダインシステムズ社初代社長の命日に墓場にやってきた綾小路麗華。彼女は仕事一筋だったが、恋もしたいと思うようになる。そのとき、棺おけからビートルジュース™が登場。ビートルジュース™は綾小路麗華と付き合おうと思っていた。ビートルジュース™はドラキュラに誘惑させ、睡眠薬で眠らせる。そして綾小路麗華を探しに墓場にやってきたディーコン。ディーコンはプライドを捨て、ビートルジュース™に変装してやってきた。果たして、3人の恋はどうなるのか。
登場人物
綾小路麗華・ビートルジュース™・ディーコン・モンスターズ（ウルフィー・ドラキュラ・フランケンシュタイン・ブライド）・OX・クラウン・墓場塚ダンサーズ
2006年春 〜リボーン!!!〜
人は生まれ変わり続け、恋人を捜し求める…。時は何千年前にもさかのぼる。綾小路麗華は昔、王国の女王・クレヨオカネで、強制労働をさせていた。ディーコンはOX・クラウンとともにクレヨオカネのピラミッドを作る労働をしていた。ディーコンはクレヨオカネに想いを寄せていた。ビートルジュース™は何千年前もビートルジュース™。恋物語を面白話にかえようとする。
「♪今度は皆 気に入るかもしれない」と歌われるほど、今回のショーはミュージカルにこった部分がある。また、公演期間中にレビューショーのポスターの写真がついたドリンクが2本セットで発売された。
登場人物
綾小路麗華・ビートルジュース™・ディーコン・OX・クラウン・リボーン騎士団
2006年秋 〜片思いの輪舞曲〜
10月21日-12月27日（全39回公演）行われた。
愛から目を逸らし続けてきた、ひとりの女。愛のために、人としての心まで失ってしまう、ひとりの男。彼に密かな思いを寄せる、また別の女…。報われぬ恋。一方通行の愛情。それは何度も繰り返されてきた悲しき輪舞曲（ロンド）。しかし希望の光は、絶望の闇の中から生まれるもの。人生なんて予測不能。あの人だって、いつか必ず振り向いてくれるはず。ここで幕を下ろす無限舞台は、最後の最後のレビューショーで本当の愛情物語を見せる！
有料ショー史上、一番観客動員数が良かったショー。
登場人物
綾小路麗華・ビートルジュース™・ディーコン（ディーコンテ伯爵）・OX（オックスリーブ）・クラウン（クラウンティーニ）・JB・ばぁや・レイカーヌ・暗闇王・暗闇王子・暗闇シンガー・暗闇ダンサー・モンスターズ（ウルフィー・ドラキュラ・フランケンシュタイン・ブライド）・メイド

### プレミアショー
2007年春 「トト&フレンズ〜プレミアショー」
会場：トト＆フレンズ 時間帯：夕方 / 1日1回公演
4月21日から6月24日の期間で行われた。アメリカのカンザスに住む「ドロシー」と飼い犬の「トト」。この1人と1匹が竜巻に巻き込まれ、オズの国にやってくる。そして、オズの魔法使いに会いに行く道中に、「案山子」「ライオン」「ブリキ」であう。
『オズの魔法使い』のストーリーをディフォルメしたプレミアショー。ストーリーの核心部分に触れながら、ユニバーサル・スタジオ・ジャパンならではコメディを加えている。テーマは「不朽の名作への挑戦状」。
登場人物
トト・ドロシー・案山子・ライオン・ブリキ・マンチキン＆猿（ダンサーズ）・オズ・北の魔法使い
2007年夏 「ONE PIECEプレミアショー」
会場：ウォーターワールド™ 時間帯：夜 / 1日1回公演
7月22日から9月2日まで、全31回公演。麦わらの一味は竜巻に巻き込まれてウォーターワールド™にやってくる。同じくして漂流してきたバギー一味、そしてウォーターワールド™のディーコン率いるスモーカーズの三つ巴の戦いが始まる。
ユニバーサル・スタジオ・ジャパンとこの年に10周年を迎えたONE PIECEとのコラボレーションによるライブショー。
登場人物
ルフィ・ナミ・サンジ・ウソップ・ゾロ・ロビン・バギー・ディーコン・OX・クラウン・ウォーターワールド™キャスト・スモーカーズの剣豪・ダンサー
2007年秋 「モンスター・ライブ・プレミアショー 〜VAMPIRES−M子の夢−鏡の中の私〜」
会場：ユニバーサル・モンスターズ・ライブ・ロックンロール・ショー 時間帯：夕方 / 1日1-2回公演
10月20日-12月25日（全50回）。
M子はエンターテイナーになりたいとう「夢」を抱きながら、パークで働く女の子。その「夢」をかなえてくれたのは本物のヴァンパイアだった。彼女は吸血鬼になることで、その「夢」を手に入れる。エンターテイナーの多くは、すでに吸血鬼と化していて、その毒牙は、さらに新しい獲物を追い求めていたのだ。麗華も同じように、ヴァンパイアになって、「若さ」を得ようとするが…
手段を選ばずに手に入れた結果で、本当に幸せになれるのか。真実の自分から目をそらして、本物の人生といえるのか。ヴァンパイアに恋してしまったM子が、麗華の言葉に突き動かされて、その答えを出すとき、「夢」と「欲望」はまったく違う意味の言葉になる。
登場人物
綾小路麗華（本人、分身）・ビートルジュース™（本人、分身2人）・ディーコン・OX・クラウン・M子・リアルヴァンパイア・ドラキュラ・シンガー・ダンサー・ボイパ・アルバイター・エモーティコン・リブザドリーム・ジョンコナー
2008年夏「NARUTO -ナルト- 疾風伝プレミアショー」
会場：ウォーターワールド™ 時間帯：夜 / 1日1回公演、
7月19日-8月31日（計34回）
土地の半分以上が海底に没した“海の国”で、不穏な動きあり。網手の命令で偵察に向かうことになったナルト、サクラ、カカシは、先行するリー、シカマル、チョウジ、ガイを追った。しかし待ち受ける大蛇丸とカブトは、海忍を使って、恐ろしい罠を用意していたのだった。それは誰にも解くことのできないという秘術…。背を向ける仲間たち。拡がっていく不信感。そして、なす術もないナルトが、心の叫び声を上げた時、信じられないほどの大きな力が、彼らに救いの手を差し伸べる。
登場人物
うずまきナルト・はたけカカシ・春野サクラ・奈良シカマル・秋道チョウジ・ロック・リー・マイト・ガイ・自来也・うちはサスケ・薬師カブト・大蛇丸・海忍（シースー四人衆：シャリーン・ニギリーン・アガリーン・ガリーン）・“5代目火影”綱手（声のみの出演）
2008年秋 「モンスター・ライブ・プレミアショー Message〜伝えたい言葉」
会場：ユニバーサル・モンスターズ・ライブ・ロックンロール・ショー 時間帯：夕方 / 1日1-2回公演
11月21日-12月25日（全38回）2009年1月2日-1月6日（全6回・新春追加公演）
歴史上の人物たちが、アラフォー綾小路麗華の前に現れ、人の存在意義について語る。おなじみビートルジュース、ディーコンが笑いと涙のミュージカルショーを繰り広げる。
登場人物
綾小路麗華・ビートルジュース™・ディーコン・OX・クラウン・マリーアントワネット・チンギスハン・ナイチンゲール・フランシスコザビエル・坂本竜馬・楊貴妃・クレオパトラ・麗華の上司（マイケル部長）・麗華の同僚・篤姫・菊本・ガリレオ・ニュートン・ピタゴラス・ドクブラウン・マックス・レイヴェン
2009年
- NARUTO-ナルト-疾風伝プレミアショー‘09 〜里への想い〜（2009年7月19日-8月31日）
- プレミアショーオールスター・クリスマス会（2009年11月21日-12月25日）

2010年
- ワンピース・プレミアショー2010（2010年7月17日-8月31日）

2011年
- ワンピース・プレミアショー2011
- モンスター・ライブ・プレミアショー2011 少年アリス・イン・ワンダーランド（11月23日-12月25日）【⇒

2012年
- ワンピース・プレミアショー2012

2013年
- ワンピース・プレミアショー2013

2014年
- ワンピース・プレミアショー 2014 春（3月8日-5月11日）
- ワンピース・プレミアショー 2014 夏（7月4日-9月30日）

2015年
- ワンピース・プレミアショー2015

2016年
- ワンピース・プレミアショー2016

2017年
- ワンピース・プレミアショー2017

2017年
- ワンピース・プレミアショー2018

※台風により千秋楽は未開催
2019年
- ワンピース・プレミアショー2019

2020年
- コロナ禍により有料ショー未開催

2021年
- ワンピース・プレミアショー2021